# Нишат Ширвани

Барельеф Нишата Ширвани в Шемахе

Нишат Ширвани (азерб. Nişat Şirvani) — азербайджанский поэт I половины XVIII века.
Биографических сведений о его жизни практически не сохранилось. Известно, что он родился в городе Шемахы, получил религиозное образование в медресе, однако покинул родной город, когда тот был оккупирован войсками Османской империи, — вероятно, по причине преследований со стороны турецких властей и духовенства из-за его творчества. Он переехал в город Сальян, входивший тогда в состав Российской империи.
Творческое наследие Нишата Ширвани представлено газелями на тему трагичности судьбы, одиночества, несправедливости судьбы; до наших дней дошло лишь несколько газелей. Для его поэтических произведений характерна простота стиля и народный язык при одновременных эмоциональности и умении использовать изобразительные средства речи.